# Parmelia tenuirima
Parmelia tenuirima är en lavart som beskrevs av Hook. f. & Taylor. Parmelia tenuirima ingår i släktet Parmelia och familjen Parmeliaceae.   Inga underarter finns listade i Catalogue of Life.